# Soul Kitchen (singel)
Soul Kitchen – piosenka amerykańskiej grupy muzycznej The Doors. Po raz pierwszy opublikowana na płycie The Doors w 1967 roku. 
Utwór jest hołdem dla restauracji na "Olivia" znajdującej się na plaży w Venice (części Los Angeles), w której autor tekstu, Jim Morrison, lubił jadać. Dzięki jedzeniu przypominającemu mu jego dom mawiał, że rozgrzewa ono jego duszę. Bardzo często był z niej "wypraszany" ponieważ przesiadywał tam do późnych godzin nocnych, w których restauracja była już zamykana. 
Wokal został zwielokrotniony dając bardzo harmoniczne i miłe dla ucha brzmienie głosu Morrisona. Podczas nagrań w studio z zalecenia producenta grupa użyła po raz pierwszy gitary basowej. Dotychczas jej rolę spełniał Fender Rhodes Piano Bass, na którym lewą ręką grał Ray Manzarek. Partię basu nagraną później wykonał basista Larry Knechtel, którego nie wymieniono w napisach, gdyż jedynie odtwarzał linię graną przez Manzarka.